# Museum Orava
Das (Heimat-)Museum Orava (slowakisch Múzeum oravskej dediny, wörtlich: „Museum des Dorfes Orava“) ist ein Freilichtmuseum und liegt in der nördlichen Slowakei, 4 km östlich von Zuberec in der Ansiedlung Brestová im Okres Tvrdošín am Fuß der Westtatra. Es wurde 1967 gegründet und 1975 eröffnet. 

## Beschreibung

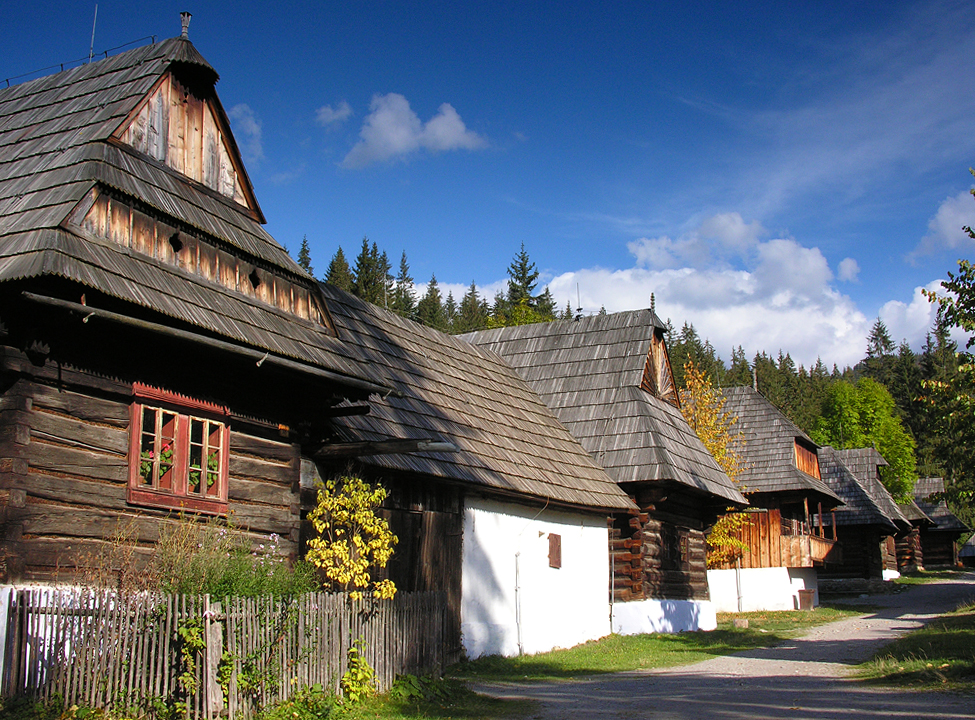
Obere Orava

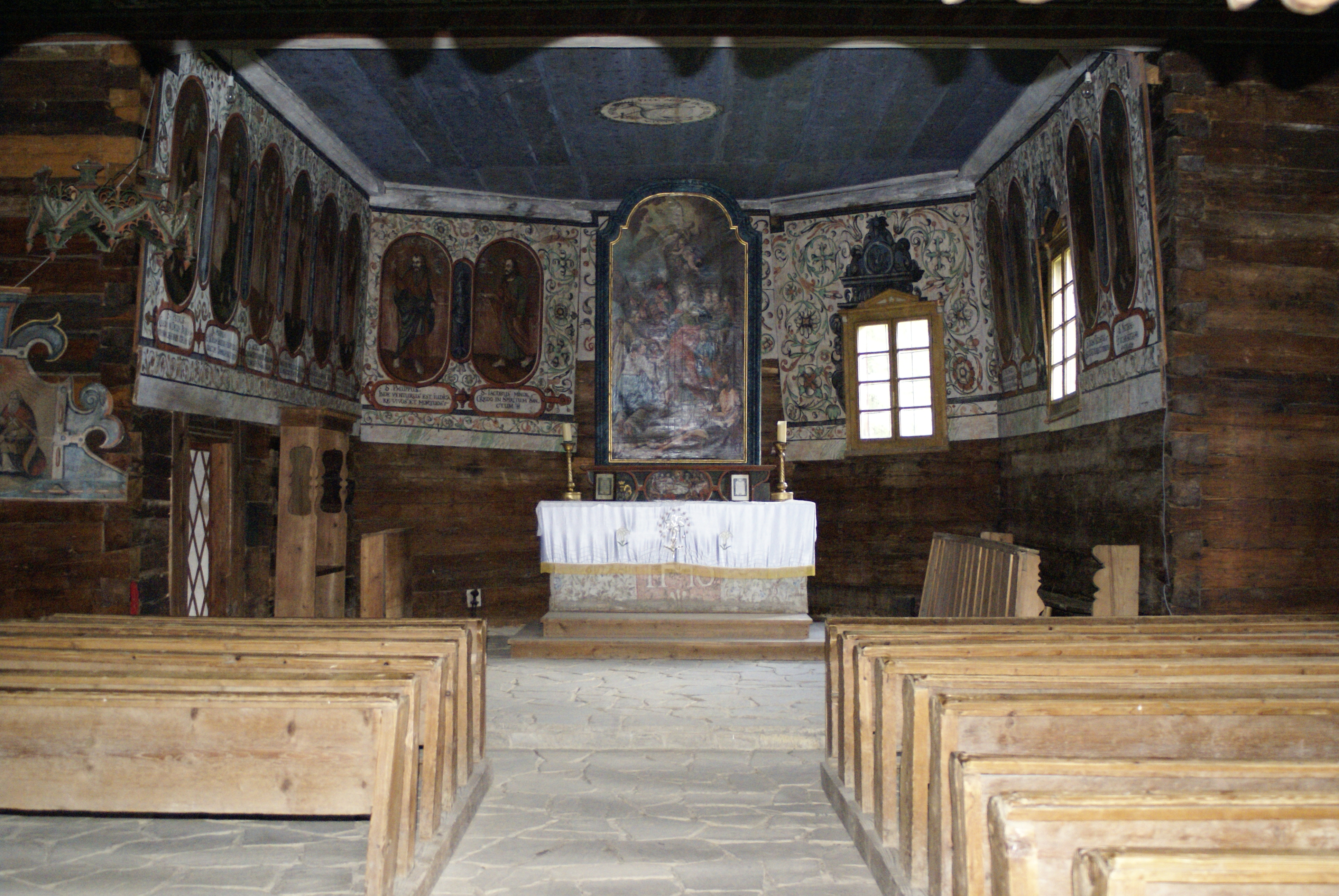
Die Holzkirche von innen

Das Museum zeigt das dörfliche Leben im Gebiet der Orava in der Vergangenheit. Es befindet sich am Fuß der Ausläufer des Roháče in der Westtatra. In das Museumsdorf wurden über 50 Häuser aus verschiedenen Teilen der Orava übertragen. Die Bauten im Museum sind meistens Originale, die ursprünglich an unterschiedlichen Standorten in der Orava-Region standen. Sie kamen in das Museum, da die Holzhäuser aufgrund des gesellschaftlichen Wandels nach dem Zweiten Weltkrieg nicht an ihrem ursprünglichen Platz erhalten werden konnten. Neben Bauernhäusern gibt es auch technische Bauten: eine mit Wasserkraft betriebene Getreidemühle,  eine Ölmühle, ein Töpferofen und vieles mehr. Das Museum besteht aus fünf Baugruppen:
- Der Marktplatz aus der unteren Orava: Eine Kleinstadt aus dem westlichen Bereich der Region.
- Die Straße in der oberen Orava: Die Hauptstraße eines Dorfes mit aneinandergereihten Häusern aus der Zeit der Kolonisierung der Walachei.
- Eine Streusiedlung in den Bergen.
- Über dem Dorf die der Heiligen Elisabeth geweihte Holzkirche aus dem frühen 15. Jahrhundert. Die Kirche besitzt eine bemalte Decke und eine kleine spielbare barocke Orgel.
- Mühle, Walkmühle und Wasserkunst.

Das Museum hält Tiere und baut im Sommer Feldfrüchte an.